# Eiler Holck (1695-1740)
 Der er flere personer med dette navn, se Eiler Holck.
Eiler lensbaron Holck (3. februar 1695 på Holckenhavn – 23. maj 1740 i Århus) var lensbaron til Baroniet Holckenhavn og amtmand over Aarhus Amt.
Han var søn af oberstløjtnant, lensbaron Frederik Christian Holck og Mette Margrethe Eriksdatter Rosenkrantz. Holck blev gift 1. gang 3. oktober 1714 i Søby med Juliane Christine baronesse Winterfeldt og 2. gang med Dorthe Cathrine Reedtz.